# Eagle Dynamics
Eagle Dynamics est un studio de développement de jeux vidéo et de logiciels professionnels spécialisé dans la simulation de vol militaire. Ses employés travaillent en étroite collaboration avec les membres de la Fighter Collection. Bien que la société soit domiciliée en Suisse, ses équipes de développement sont majoritairement situées en Russie.

## Historique

### Flanker
Fondé en 1991 par Nick Grey et Igor Tishin, le studio s'associe à l'éditeur Strategic Simulations (SSI) pour produire son premier jeu, un simulateur de vol de combat. Publié en novembre 1995, Su-27 Flanker propose au joueur de livrer des combats à bord de l'avion éponyme au-dessus de la péninsule de Crimée. L'éditeur de missions fourni avec le jeu permet de créer ses propres scénarios. Le réalisme de ce simulateur lui offre un succès critique et commercial, et le fait entrer en concurrence directe avec la série Falcon, commencée en 1987.
En lieu et place des noms d'Eagle Dynamics et de son partenaire, The Fighter Collection, la jaquette du jeu comporte celui du show « Flying Legends » organisé annuellement par ce dernier.
Le studio diversifie ses activités en développant des logiciels professionnels basés sur Oracle, ou encore des sites web.
Flanker 2.0 est publié en 1999. Les développeurs ont intégré à cette suite de meilleurs graphismes, des missions d'entraînement, un mode multijoueur, ainsi que la variante navale du Su-27, le Soukhoï Su-33. Le théâtre d'opérations reste cantonné à la Crimée. Bien que graphiquement très abouti, le jeu ne propose pas certaines améliorations de gameplay introduites par la concurrence un an plus tôt, telles que les campagnes dynamiques et les communications radio réalistes. En outre, le jeu comporte un nombre important de bugs. L'accueil de la critique est cette fois plus modéré.
SSI commissionne alors Eagle Dynamics pour produire un important patch gratuit qui permettra d'étoffer le jeu et de corriger ses principaux bugs. Le producteur exécutif, Carl C. Norman, fait embaucher par le studio deux game designers aguerris : Tim Goodlett (Gunship!, 1999 - MicroProse) et Matt Wagner (Jane's F/A-18, 1999 - Electronic Arts). Le patch, publié en 2002, inclut un nouvel appareil jouable, le MiG-29. SSI en profite pour rééditer le jeu sous le nom Flanker 2.5.

### Lock On: Modern Air Combat
En parallèle, SSI et Eagle Dynamics planchent sur une suite centrée sur l'attaque au sol, initialement intitulée Flanker: Attack!. Ce projet doit reprendre tout ce qui a fait le succès de la série, et inclure deux nouveaux appareils jouables : l'A-10A et le Su-25T. En mars 2001, Mattel cède SSI, l'éditeur historique des jeux Eagle Dynamics, au français Ubisoft. Carl C. Norman quitte Ubisoft peu après, puis est engagé par The Fighter Collection en tant que consultant pour Eagle Dynamics. Matt Wagner est alors promu producteur du jeu en préparation.
Ce jeu, renommé Lock On: Modern Air Combat (LOMAC), parait finalement le 21 novembre 2003 aux États-Unis, puis en Europe. Le Su-25 de première génération a remplacé le Su-25T initialement prévu. Le théâtre d'opérations comprend la Crimée et la partie nord-ouest du Caucase.

### Lock On: Flaming Cliffs
Après la sortie de Lock On: Modern Air Combat, Eagle Dynamics et The Fighter Collection rompent le contrat qui les lie au géant Ubisoft. Toutefois, ce dernier détient toujours les droits d'exploitation du dernier jeu en date du studio.
Eagle Dynamics publie Flaming Cliffs en avril 2005. Il s'agit d'un addon payant dit non officiel car non supporté par l'éditeur Ubisoft. Il contient un patch correctif, un certain nombre d'améliorations de la modélisation de l'avionique de combat des appareils russes, ainsi qu'un nouvel appareil jouable, le Su-25T. Le soin apporté à la modélisation de cet appareil le distingue qualitativement des appareils déjà inclus dans Lock On.
Malgré l'absence de support d'Ubisoft, Eagle Dynamics s'assure une distribution physique mondiale de Flaming Cliffs avec l'appui de plusieurs distributeurs en ligne de matériel destiné à la simulation,.

### The Battle SimulatoretDCS World
A la même époque, le département de la Défense des États-Unis fait appel aux services d'Eagle Dynamics et The Fighter Collection pour la première fois, afin de créer un simulateur professionnel destiné à l'entraînement de la Garde nationale aérienne au pilotage de l'A-10C. De cette collaboration nait The Battle Simulator (TBS), un simulateur complet destiné au marché militaire.
Fin 2008, le studio publie DCS: Black Shark. Initialement prévu comme un nouvel addon à Lock On, il s'agit finalement d'un nouveau jeu centré sur un seul appareil jouable : l'hélicoptère Kamov Ka-50. Eagle Dynamics assure néanmoins sa compatibilité multijoueur avec Lock On en publiant par la suite l'addon Flaming Cliffs 2.
En 2010, le studio publie une seconde simulation estampillée DCS, portant sur l'A-10C Warthog (DCS: A-10C Warthog). Le jeu a bénéficié du travail réalisé en amont sur TBS.
En 2012, le concept DCS World voit le jour. Il s'agit d'un jeu téléchargeable et gratuit auquel on peut adjoindre de nouveaux appareils, sous la forme d'addons nommés modules. Les standalone Black Shark 2 et A-10C Warthog se voient convertis en modules pour DCS World. À la fin de la même année, Eagle Dynamics clôt le chapitre Lock On en publiant le module Flaming Cliffs 3 qui adjoint à DCS les 8 appareils jouables issus de leur précédente série.
Une partie des employés d'Eagle Dynamics est détachée pour former une filiale, Belsimtek, qui produira plusieurs modules « tiers » afin de montrer la voie aux studios externes potentiellement intéressés. Depuis 2013, plusieurs studios tiers agréés par Eagle Dynamcis publient leurs propres modules DCS, ce qui permet au jeu de proposer un catalogue d'aéronefs fourni et varié (MiG-21bis, Mirage 2000-C, SA342 Gazelle, AJS 37 Viggen, entre autres). En 2018, Belsimtek disparait et ses employés réintègrent officiellement Eagle Dynamics.

## Arrestation d'un développeur
A l'été 2018, le développeur en chef de la section avionique d'Eagle Dynamics, Oleg Tishchencko, est arrêté lors d'un séjour touristique en Géorgie, puis extradé vers les États-Unis au printemps 2019. Un mandat d'arrêt avait été lancé contre lui en 2016 après que des agents du gouvernements eurent prouvé qu'il avait enfreint la loi américaine pour recel de manuels d'avions de chasse américains avec l'aide d'un citoyen américain. Il est poursuivi pour cinq chefs d'accusation et risque plusieurs années de prison. Eagle Dynamics se disculpe dans un communiqué en expliquant que Tishchencko a acquis et revendu ces manuels à titre personnel, ce que confirmera le jugement.
Lors de son jugement le 19 juin 2019, son avocat commis d'office parvient à faire tomber 3 des 5 chefs d'accusation, dont celui de conspiration contre les intérêts de la nation. Bien que jugé coupable, il est libéré sur le champ, le juge estimant qu'il a purgé une peine suffisamment longue depuis son arrestation en Géorgie. Eagle Dynamics réintègre Tischencko à son poste peu après son retour en Russie.

## Évolution du théâtre de la Mer Noire
Depuis ses premières productions, Eagle Dynamics inclut systématiquement en jeu un théâtre d'opérations situé au bord de la Mer Noire. Son périmètre a évolué de manière importante au fil des publications du studio.

Su-27 Flanker 1995 (Crimée seule)
LOMAC 2003 (Crimée et nord-ouest du Caucase)
Flaming Cliffs 2 2010 (Caucase étendu à Batoumi)
Black Shark 2[21] 2011 (Caucase étendu à Tbilissi)

## Produits développés

### Jeux et modules DCS
1995
- Su-27 Flanker (PC) - Strategic Simulations

1999
- Flanker 2.0 (PC) - Strategic Simulations

2003
- Lock On: Modern Air Combat (PC) - Ubisoft & 1C Company

2005
- Lock On: Flaming Cliffs (addon, PC) - Eagle Dynamics & The Fighter Collection

2008
- DCS: Black Shark (PC) - Eagle Dynamics & The Fighter Collection

2010
- Lock On: Flaming Cliffs 2 (addon, PC) - Eagle Dynamics & The Fighter Collection

2011
- DCS: A-10C Warthog (PC) - Eagle Dynamics & The Fighter Collection

2012
- DCS World (PC) - Eagle Dynamics & The Fighter Collection
- DCS: P-51D Mustang (PC) - Eagle Dynamics & The Fighter Collection
- DCS: Combined Arms (PC) - Eagle Dynamics & The Fighter Collection

2013
- DCS: Flaming Cliffs 3(PC) - Eagle Dynamics & The Fighter Collection

2014
- DCS: Fw 190 D-9 Dora (PC) - Eagle Dynamics & The Fighter Collection
- DCS: Bf 109 K-4 Kurfürst (PC) - Eagle Dynamics & The Fighter Collection

2015
- DCS: NEVADA Test and Training Range Map (PC) - Eagle Dynamics & The Fighter Collection

2016
- DCS: L-39 Albatros (PC) - Eagle Dynamics & The Fighter Collection
- DCS: Spitfire LF Mk IX (PC) - Eagle Dynamics & The Fighter Collection

2017
- DCS: Normandy 1944 Map (PC) - Eagle Dynamics & The Fighter Collection
- DCS: World War II Assets Pack (PC) - Eagle Dynamics & The Fighter Collection

2018
- DCS World 2.5 (PC) - Eagle Dynamics & The Fighter Collection
- DCS: Persian Gulf (PC) - Eagle Dynamics & The Fighter Collection
- DCS: F/A-18C Hornet (PC) - Eagle Dynamics & The Fighter Collection
- DCS: Yak-52 (PC) - Eagle Dynamics & The Fighter Collection

2019
- DCS: Fw 190 A-8 (PC) - Eagle Dynamics & The Fighter Collection
- DCS: F16C Viper (PC) Eagle Dynamics & The Fighter Collection

2020
- DCS: Supercarrier (PC) - Eagle Dynamics & The Fighter Collection
- DCS: The Channel Map (PC) - Eagle Dynamics & The Fighter Collection
- DCS: P-47D Thunderbolt (PC) Eagle Dynamics & The Fighter Collection

### Logiciels professionnels
- GRIF, un logiciel d'aide à la gestion de la logistique
- The Battle Simulator, un simulateur de combat complet destiné au marché militaire